# Gasteranthus
Gasteranthus es un género de grandes hierbas y semiarbustos o arbustos en la familia de fanerógamas Gesneriaceae. Comprende 56 especies descritas y de estas, solo 38 aceptadas.
Hierbas de sitios húmedos y sombríos, con inflorescencias axilares sin brácteas y provistas de pedúnculo largos, flores de corola naranja con espolones notorios; sus hojas, contrario con lo que sucede con otros géneros, presentan los estomasen grups notorios a simple vista. Estas especies se encuentran en Centroamérica, y Suramérica.
El género Gasteranthus estuvo anteriormente incluido en Besleria. Los dos géneros se separaron en función de las características de los estomas (agregados en Gasteranthus, dispersos en Besleria) y del fruto ( cápsula carnosa en Gasteranthus, bayas en Besleria).

## Taxonomía
El género fue descrito por George Bentham  y publicado en Plantas Hartwegianas imprimis Mexicanas 233. 1846. La especie tipo es: Gasteranthus quitensis Benth. 
Etimología
El nombre del género deriva de las palabras griegas γαστηρ, gaster = "estómago, vientre", y άνθος, anthos = "flor", aludiendo las flores de campanas ventricosas de algunas de sus especies.

## Especies
- Gasteranthus acropodus (Donn.Sm.) Wiehler
- Gasteranthus acuticarinatus M.Freiberg
- Gasteranthus adenocalyx L.E.Skog & L.P.Kvist
- Gasteranthus anomalus (C.V.Morton) Wiehler
- Gasteranthus atratus Wiehler
- Gasteranthus atrolimbus M.Freiberg
- Gasteranthus aurantiacus M.Freiberg
- Gasteranthus bilsaensis L.E.Skog & L.P.Kvist
- Gasteranthus calcaratus (Kunth) Wiehler
- Gasteranthus carinatus Wiehler
- Gasteranthus colombianus (C.V.Morton) Wiehler
- Gasteranthus corallinus (Fritsch) Wiehler
- Gasteranthus crispus (Mansf.) Wiehler
- Gasteranthus delphinioides (Seem.) Wiehler
- Gasteranthus dressleri Wiehler
- Gasteranthus epedunculatus L.E.Skog & L.P.Kvist
- Gasteranthus extinctus L.E.Skog & L.P.Kvist
- Gasteranthus glaber L.E.Skog & L.P.Kvist
- Gasteranthus herbaceus (C.V.Morton) Wiehler
- Gasteranthus imbaburensis M.Freiberg
- Gasteranthus imbricans (Donn.Sm.) Wiehler
- Gasteranthus lateralis (C.V.Morton) Wiehler
- Gasteranthus leopardus M.Freiberg
- Gasteranthus macrocalyx Wiehler
- Gasteranthus mutabilis L.E.Skog & L.P.Kvist
- Gasteranthus orientandinus L.E.Skog & L.P.Kvist
- Gasteranthus osaensis L.E.Skog & L.P.Kvist
- Gasteranthus otongensis M.Freiberg
- Gasteranthus pansamalanus (Donn.Sm.) Wiehler
- Gasteranthus perennis (C.V.Morton) Wiehler
- Gasteranthus quitensis Benth.
- Gasteranthus recurvatus L.E.Skog & L.P.Kvist
- Gasteranthus tenellus L.E.Skog & L.P.Kvist
- Gasteranthus ternatus L.E.Skog & L.P.Kvist
- Gasteranthus timidus (C.V.Morton) Wiehler
- Gasteranthus trifoliatus M.Freiberg
- Gasteranthus villosus L.E.Skog & L.P.Kvist
- Gasteranthus wendlandianus (Hanst.) Wiehler